# 愛は危険な香り
『愛は危険な香り』（あいはきけんなかおり、原題：英語: Lady Beware）は1987年に製作されたアメリカ合衆国のスリラー映画。監督はカレン・アーサー。主演はダイアン・レイン、マイケル・ウッズ、コター・スミス。
ピッツバーグ市内や近郊でロケーション撮影され、ダイアン・レインが初めてヌードになったことでも話題となった。本国での宣伝文句は「When fantasy leads to terror.（ファンタジーが恐怖へと続くとき）」、日本でのキャッチコピーは「いい女ほど隙がある。」。

## あらすじ
百貨店「ホーンズ (Horn's)」で、ウィンドードレッサーとして働いているカチア・ヤーノは、セクシーで少々いかれた飾り付けを得意としている。カチアは、ピッツバーグの中心部のロフトの部屋で、仕事の道具であるマネキン人形やランジェリー類に囲まれて暮らしている。夜になると、ロウソクの灯りで風呂に浸かりながら、新しい、刺激的なウィンドウ・ディスプレイのアイデアを考えている。
ハンサムな既婚の精神病質者ジャック・プライスは、カチアを見かけて彼女に執着するようになる。ジャックはカチアをストーキングし、彼女の生活は生き地獄となる。ハラスメントに耐えかねたカチアは、ジャックに思い知らせることを決意する。

## キャスト
カッコ内は日本語吹替（初回放送1990年2月4日 TBS『木曜シネマシアター』）
- ダイアン・レイン - カチア・ヤーノ（小山茉美）
- マイケル・ウッズ - ジャック・プライス（富山敬）
- コター・スミス - マック・オーデル
- ピーター・ネヴァージック - ライオネル
- エドワード・ペン - ミスター・セイヤー
- ティラ・フェレル（英語版） - ナン
- トリーシャ・シモンズ - シルヴィア・プライス
- チェルシー・ベネディクト - チェルシー・プライス
- クレイドン・D・ヒル - 警官1
- デイヴィッド・クロフォード - カチアの父
- レイ・レイン - 医者
- ビンゴ・オマレー - ウィンドーの男
- ドン・ブロケット（英語版） - 錠前屋